# Митюково (Звениговский район)
Митюково (мар. Митиполко) — деревня в Звениговском районе Республики Марий Эл России. Входит в состав Кужмарского сельского поселения.

## География
Деревня находится в южной части республики в зоне хвойно-широколиственных лесов, на левом берегу реки Нурды, на расстоянии примерно 20 километров (по прямой) к северу от города Звенигова, административного центра района. Абсолютная высота — 74 метра над уровнем моря.

### Климат
Климат характеризуется как континентальный, умеренно влажный. Среднегодовая температура воздуха — 2,3 °С. Средняя температура воздуха самого тёплого месяца (июля) — 18,2 °C (абсолютный максимум — 38 °C); самого холодного (января) — −13,7 °C (абсолютный минимум — −47 °C). Среднегодовое количество атмосферных осадков составляет 491 мм, из которых 352 мм выпадает в период с апреля по октябрь.

### Часовой пояс
Деревня Митюково, как и вся Марий Эл, находится в часовой зоне МСК (московское время). Смещение применяемого времени относительно UTC составляет +3:00.

## Население
| 2002 | 2010 |
| ---- | ---- |
| 13   | ↗16  |

### Национальный состав
Согласно результатам переписи 2002 года, в национальной структуре населения марийцы составляли 62 % из 13 чел., русские — 38 %.